# Ивановка (Добринский район)
Ива́новка — село Дубовского сельского поселения Добринского района Липецкой области. Стоит на правом берегу реки Лукавки; в селе на ней сделана запруда.
Расположена в 12 км к северо-востоку от станции Хворостянка.

## История
Как деревня Ивановка Сокольского уезда известна по документам 1742 года.
В XVIII — нач. XIX века эти земли принадлежали П. Л. Вельяминову, потомку основателя Усмани Степану Вельяминову.

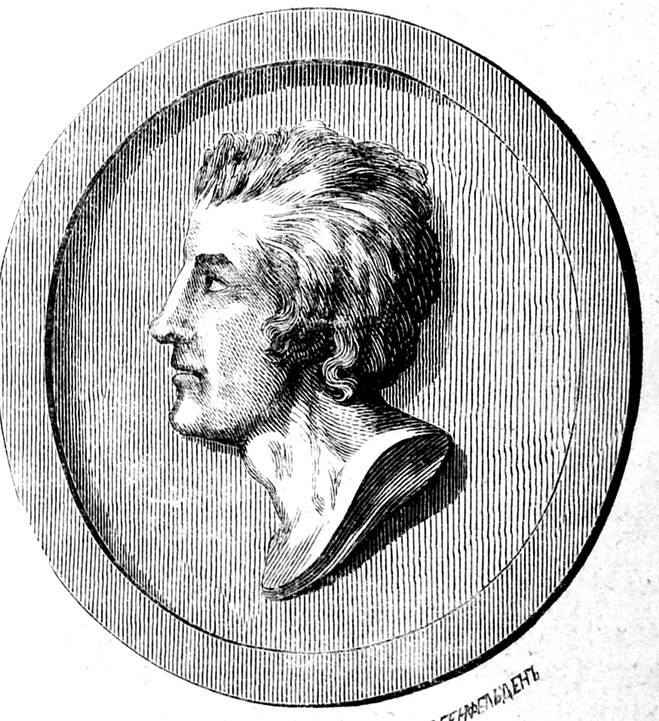
Вельяминов П. Л.

Имело и другое название как Лады́гино (В. А. Прохоров утверждает, что название по владельцу Ивану Ладыгину).
В начале XIX в. владельцем был прапорщик Николай Иванович Лодыгин, отец изобретателя Александра Николаевича Лодыгина .
В 1850-е годы в селе находилось имение Александра Александровича Щербачева.
В начале XX века  —  имение братьев Калгиных.
Являлось волостным центром Липецкого уезда Тамбовской губернии.
В селе в 1914 году были церковно-приходская школа, фельдшерский пункт, волостное правление, ссудо-сберегательная касса.
24 июня — ярмарка.

## Достопримечательности
В 1796 году в Ивановке Тамбовской губернии построили церковь с «курьезнейшей», по мнению историка архитектуры А. Н. Бенуа, колокольней. Колокольню спроектировал Н. Львов. Строительством руководил Томазо Адамини. 
Состояние памятника неудовлетворительное. В июне 2016 года разрушилась верхняя часть колокольни.
«Это родная сестра арпачевской колокольни, колокольни-маяка, колокольни-колонны, столпа, знака, символа. — пишет Андрей Чекмарев. — Это русский авангард XVIII века, смелые и иногда странные проекты Николая Львова, полет мысли и фантазии, отрыв от реальности. За этой темой львовских столпов много чего может грезиться. Тут и колонна Траяна, и маяк Санта-Лючия в Неаполе, и минареты константинопольской Софии, и фантазийные пейзажи Гюбера Робера с такими же штуками. В России их было таких всего две, в Арпачеве и в Ивановке. Первая строилась в усадьбе львовских родственников, вторая (она выше и тоньше) в усадьбе близкого друга Львова, Петра Вельяминова. Одну мы считай потеряли, да и арпачевская на ладан дышит, пока, правда, не падает».
Церковь была родовой усыпальницей дворян Вельяминовых, имение которых находилось вблизи села.

## Знаменитые уроженцы и жители
- Соколов, Василий Дмитриевич — советский писатель.

## Население
| 2010 |
| ---- |
| 162  |